# Candona patzcuaro
Candona patzcuaro är en kräftdjursart som beskrevs av Tressler 1954. Candona patzcuaro ingår i släktet Candona och familjen Candonidae. Inga underarter finns listade.